# Richardson County
Richardson County ist ein County im Bundesstaat Nebraska der Vereinigten Staaten. Der Verwaltungssitz (County Seat) ist Falls City, das nach den Wasserfällen des Nemaha River benannt wurde.

## Geographie
Das County liegt im äußersten Südosten von Nebraska, grenzt im Süden an Kansas, im Osten an Missouri und hat eine Fläche von 1440 Quadratkilometern, wovon 7 Quadratkilometer Wasserfläche sind. Es grenzt in Nebraska im Uhrzeigersinn an folgende Countys: Nemaha County und Pawnee County.

## Geschichte

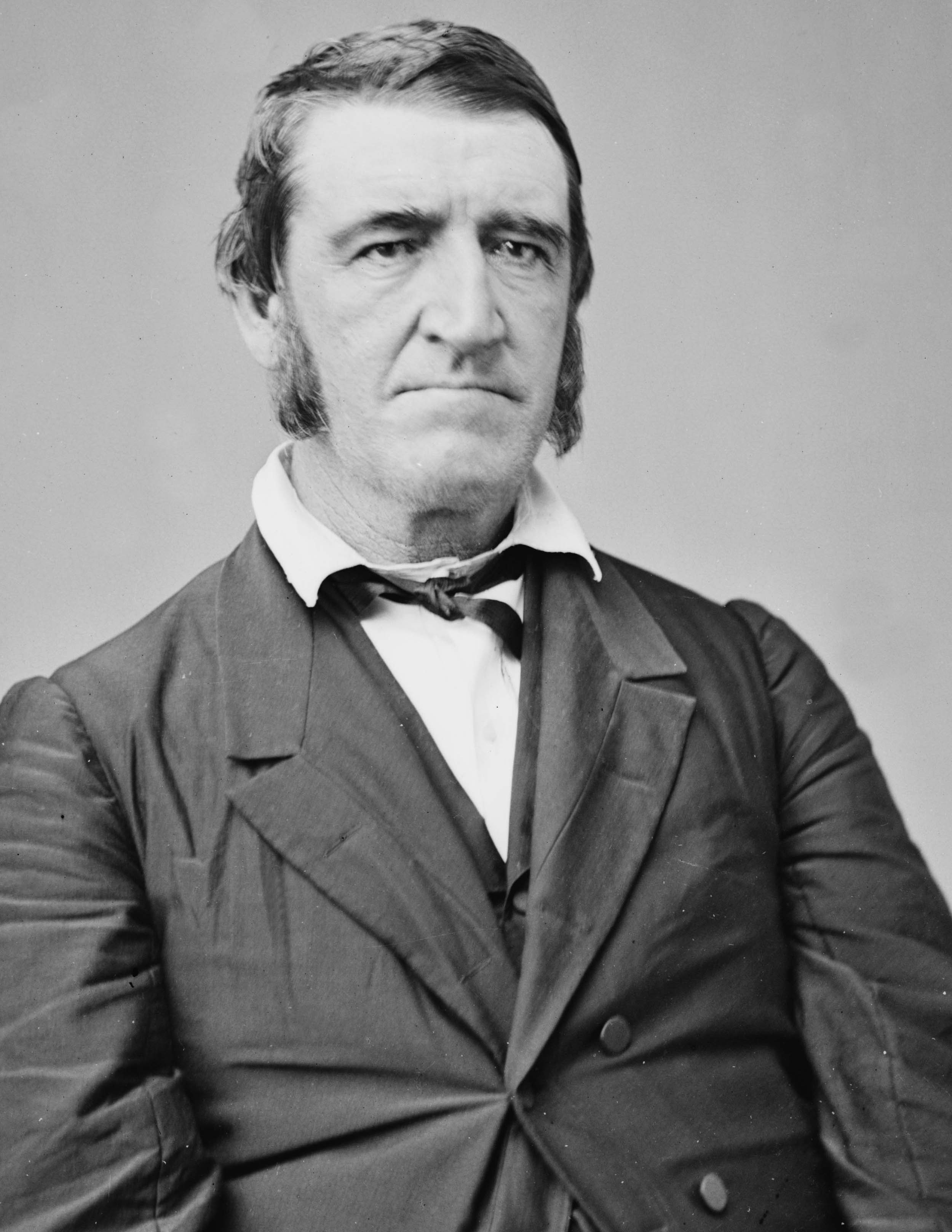
William A. Richardson

Richardson County wurde 1855 gebildet. Benannt wurde es nach William Alexander Richardson, einem Gouverneur des früheren Territoriums. Am 30. Mai 1879 zog der Tornado Irving durch das Richarson County. Dieser Tornado erreichte Windgeschwindigkeiten von bis zu 420 km/h, was eine Klassifizierung F4 in der Fujita-Skala bedeutet. Er hinterließ einen Zerstörungspfad, der 750 m breit und 160 km lang war. Achtzehn Menschen wurden getötet und 60 verletzt.

Ein Ort im County hat den Status einer National Historic Landmark, die archäologische Fundstätte Leary Site. Elf Bauwerke und Stätten des Countys sind insgesamt im National Register of Historic Places eingetragen (Stand 12. Februar 2018).

## Demografische Daten

Alterspyramide des Richardson Countys (Stand: 2000)

Nach der Volkszählung im Jahr 2000 lebten im Richardson County 9531 Menschen in 3993 Haushalten und 2567 Familien. Die Bevölkerungsdichte betrug 7 Einwohner pro Quadratkilometer. Ethnisch betrachtet setzte sich die Bevölkerung zusammen aus 95,65 Prozent Weißen, 0,19 Prozent Afroamerikanern, 2,32 Prozent amerikanischen Ureinwohnern, 0,15 Prozent Asiaten und 0,22 Prozent aus anderen ethnischen Gruppen; 1,48 Prozent stammten von zwei oder mehr Ethnien ab. 1,05 Prozent der Bevölkerung waren spanischer oder lateinamerikanischer Abstammung.
Von den 3993 Haushalten hatten 29,5 Prozent Kinder und Jugendliche unter 18 Jahre, die bei ihnen lebten. 53,4 Prozent waren verheiratete, zusammenlebende Paare, 7,4 Prozent waren allein erziehende Mütter, 35,7 Prozent waren keine Familien, 32,2 Prozent waren Singlehaushalte und in 17,7 Prozent lebten Menschen im Alter von 65 Jahren oder darüber. Die Durchschnittshaushaltsgröße betrug 2,34 Personen und die durchschnittliche Familiengröße lag bei 2,95 Personen.
Auf das gesamte County bezogen setzte sich die Bevölkerung zusammen aus 25,5 Prozent Einwohnern unter 18 Jahren, 5,9 Prozent zwischen 18 und 24 Jahren, 23,8 Prozent zwischen 25 und 44 Jahren, 23,3 Prozent zwischen 45 und 64 Jahren und 21,5 Prozent waren 65 Jahre alt oder darüber. Das Durchschnittsalter betrug 41 Jahre. Auf 100 weibliche Personen kamen 93,5 männliche Personen. Auf 100 Frauen im Alter von 18 Jahren oder darüber kamen statistisch 90 Männer.
Das jährliche Durchschnittseinkommen eines Haushalts betrug 29.884 USD, das Durchschnittseinkommen der Familien betrug 39.779 USD. Männer hatten ein Durchschnittseinkommen von 25.938 USD, Frauen 18.775 USD. Das Prokopfeinkommen betrug 16.460 USD. 6,3 Prozent der Familien und 10,1 Prozent der Bevölkerung lebten unterhalb der Armutsgrenze. Davon waren 10,5 Prozent Kinder oder Jugendliche unter 18 Jahre und 11,5 Prozent waren Menschen über 65 Jahre.

## Orte im County
- Barada
- Dawson
- Falls City
- Humboldt
- Nim City
- Preston
- Rulo
- Salem
- Shubert
- Stella
- Straussville
- Verdon